# IC 720
IC 720 ist ein interagierendes Galaxienpaar mit aktivem Galaxienkern im Sternbild Jungfrau auf der Ekliptik. Es ist schätzungsweise 281 Millionen Lichtjahre von der Milchstraße entfernt und hat einen Durchmesser von etwa 100.000 Lichtjahren.

Im selben Himmelsareal befinden sich u. a. die Galaxien IC 718, IC 719, IC 722, IC 724.
Das Objekt wurde am 25. März 1892 vom österreichischen Astronomen Rudolf Spitaler entdeckt.